# Louis de Funès

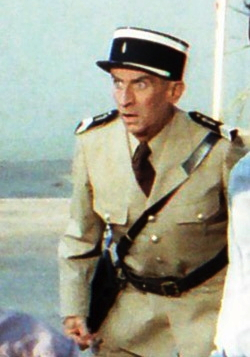
Louis de Funès bei Dreharbeiten zu Louis’ unheimliche Begegnung mit den Außerirdischen (1978)

Louis Germain David de Funès de Galarza [fyˈnɛs] (* 31. Juli 1914 in Courbevoie, Département Seine; † 27. Januar 1983 in Nantes, Département Loire-Atlantique) war ein französischer Schauspieler, Komiker, Regisseur und Drehbuchautor. In seinen Filmen variierte er mit großem Erfolg die Rolle des Patriarchen und Cholerikers, der an der Eigendynamik der von ihm in Gang gesetzten Entwicklungen scheitert.

## Leben
Louis de Funès war der Sohn spanischer Einwanderer. Seine Mutter war Léonor Soto Reguera (1879–1957); sein Vater Carlos Luis de Funès de Galarza (1871–1934) stammte aus einer spanischen Adelsfamilie. Seine Eltern wanderten 1904 von Sevilla nach Frankreich aus. Nach der Geburt Louis’ und seiner Geschwister versuchte der Vater, der den in Spanien erlernten Beruf des Rechtsanwalts in Frankreich nicht ausüben konnte, in Venezuela als Diamantenhändler Fuß zu fassen. Er ließ seine Familie in Frankreich zurück, hatte jedoch kein Glück in Südamerika. An Tuberkulose erkrankt, kehrte er 1934 nach Courbevoie bei Paris zurück; noch im selben Jahr starb er in Málaga. Louis de Funès verbrachte seine Kindheit überwiegend in Villiers-sur-Marne.

### Ausbildung und erste Rollen
Vom fünften Lebensjahr an erhielt Louis de Funès Klavierunterricht von seiner Mutter. Mit neun Jahren wurde er von seinen Eltern in ein Internat in Coulommiers geschickt, da sie um die Disziplin ihres Sohnes besorgt waren, der sich hauptsächlich für Sport interessierte, andere Fächer jedoch vernachlässigte. 1932 meldeten ihn die Eltern an der École technique de photographie et de cinéma Louis-Lumière an, wo er den Fachbereich Kino wählte. Nach einem Streich mit Knallfröschen wurde er der Schule verwiesen.
Im Jahr 1933 kam de Funès mit der Welt des Films in Kontakt, als er als Statist in Maurice Tourneurs Les deux orphelines auftrat. Er begann eine Ausbildung zum Fotografen und wurde Schüler der Filmregisseurin Germaine Dulac. Es folgten Tätigkeiten als Zeichner, Dekorateur und Buchhalter.
Außerdem trat de Funès als Jazzpianist in Kabaretts im Pariser Rotlichtviertel Pigalle auf. Nachdem er 1936 Germaine Louise Elodie Carroyer geheiratet hatte, konnte er damit seine junge Familie ernähren. Mit Eddie Barclay spielte er vierhändig. Seine zweite Frau gab später an, sie habe sich in de Funès verliebt, weil er „Jazz spielte wie ein Gott“. Im Zweiten Weltkrieg wurde de Funès nicht zum Wehrdienst eingezogen, absolvierte aber Auftritte in Unterhaltungsabenden vor Soldaten. Ab 1941 nahm er Schauspielunterricht. 1942 schrieb er sich am Cours Simon, einer renommierten Pariser Schauspielschule, ein. Er erhielt kleinere Theaterrollen und nach dem Krieg 1945 auch Filmrollen.
De Funès arbeitete zwei Jahrzehnte als Schauspieler, ohne dass ihm der Durchbruch gelang. Dabei wirkte er in über 100 Filmen in Klein-, Neben- und Statistenrollen mit, so im Sacha-Guitry-Klassiker Das Scheusal (1951) sowie in den Fernandel-Filmen In gewissen Nächten (1951) und Der Hammel mit den 5 Beinen (1954). 1956 erhielt er an der Seite von Jean Gabin eine Nebenrolle in der Komödie Zwei Mann, ein Schwein und die Nacht von Paris, die zur Zeit der deutschen Besatzung im Zweiten Weltkrieg in Paris spielt. Sein Erfolg in diesem Film brachte ihm ab 1957 erste Hauptrollen ein, in Woll’n Sie nicht mein Mörder sein?, Fisch oder Fleisch und Wenn Louis eine Reise tut.
In den frühen 1960er Jahren gelang de Funès mit der Komödie Oscar der Durchbruch am Theater. In der Hauptrolle des Geschäftsmannes Barnier, der mit manischer Energie seine Familie tyrannisiert, perfektionierte er den Typus des lustigen Cholerikers. Er präsentierte ein aberwitzig überdrehtes Mienenspiel und schöpfte aus einem großen Repertoire grotesker Gesten. Seine Charakterisierung des Barnier war richtungsweisend für die spätere Filmfigur, die er immer wieder spielte. Im Kino war diese erstmals 1963 in Quietsch… quietsch… wer bohrt denn da nach Öl? zu sehen, einer theaterbasierten Ensemble-Komödie, in der de Funès im Mittelpunkt steht.

### Durchbruch als Filmstar

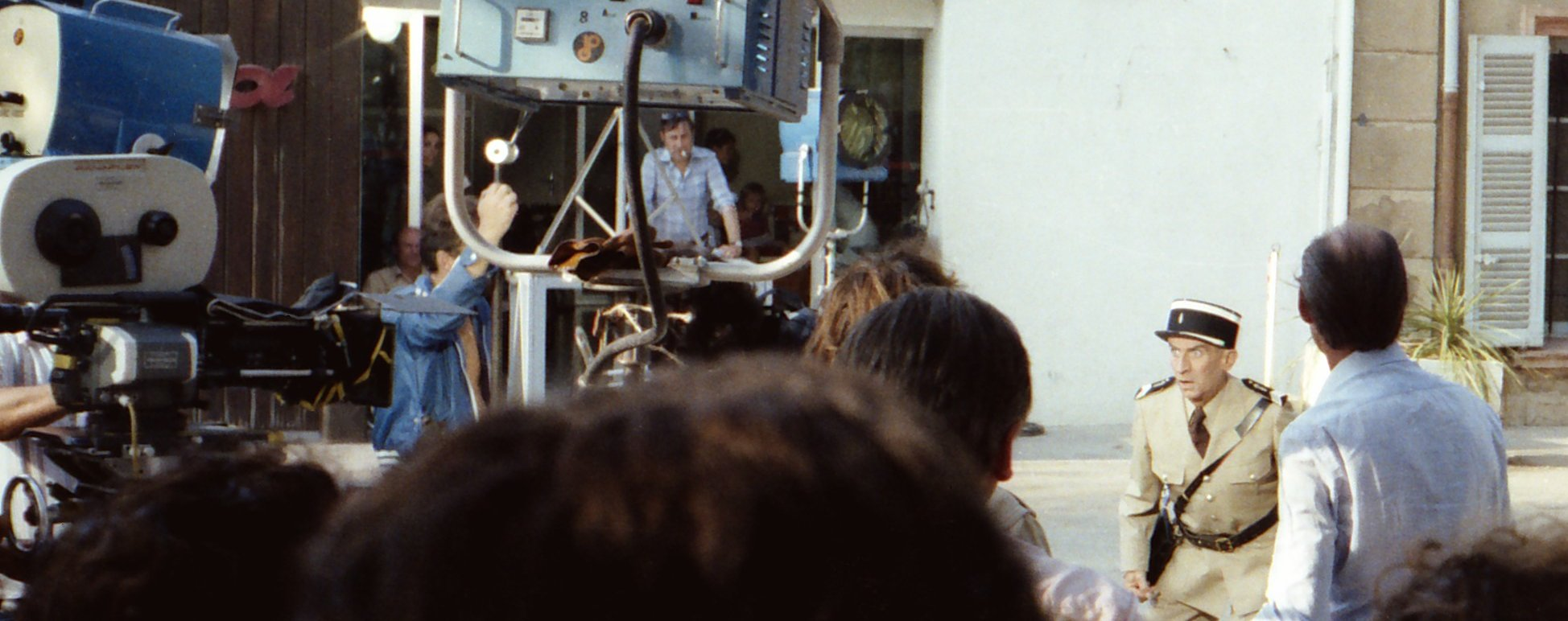
Louis de Funès 1978 bei den Dreharbeiten zu Louis’ unheimliche Begegnung mit den Außerirdischen

Im Sommer 1964 drehte Louis de Funès in vier Monaten drei Kinofilme, die zu Kassenknüllern wurden: Der Gendarm von St. Tropez (als Hauptdarsteller), Fantomas (als Co-Star neben Jean Marais) und Scharfe Sachen für Monsieur (Louis, das Schlitzohr) (zusammen mit Bourvil). Damit wurde er Frankreichs Komiker Nr. 1.
In Der Gendarm von St. Tropez spielte er die Hauptrolle des Polizisten Ludovic Cruchot, der sich mit einer pubertierenden Tochter und frechen Nudisten auseinandersetzen muss. Diesen beim Publikum beliebten aufbrausenden, manipulativen, machthungrigen Gesetzeshüter verkörperte de Funès in insgesamt sechs Filmen. Zu den weiteren Akteuren der Serie gehörten Michel Galabru als Cruchots Vorgesetzter Gerber, Claude Gensac als Cruchots Ehefrau Josépha, ein eher trauriges Quartett untergebener Gendarmen und eine Nonne im Geschwindigkeitsrausch (France Rumilly). Die Regie führte Jean Girault.
In der Kriminalkomödie Fantomas übernahm de Funès die Rolle des Kommissars Juve. Dieser Film war eigentlich für Hauptdarsteller Jean Marais angelegt, wurde aber von de Funès dominiert, der in seiner Rolle verbissen, doch erfolglos den titelgebenden Superverbrecher verfolgt. In der Fortsetzung Fantomas gegen Interpol (1965) war de Funès als gleichberechtigter Hauptdarsteller vorgesehen, während der dritte Teil, Fantomas bedroht die Welt (1966), ganz auf ihn zugeschnitten wurde. Die Regie führte in allen drei Filmen André Hunebelle.
Mit der turbulenten Gaunerkomödie Scharfe Sachen für Monsieur (Louis, das Schlitzohr), die in Frankreich fast zwölf Millionen Zuschauer in die Lichtspielhäuser zog, wurde de Funès 1965 endgültig zu einem Star des französischen Kinos. Der Film entstand unter der Regie von Gérard Oury, der auch am Drehbuch beteiligt war, und enthält mehrere Aufeinandertreffen von de Funès und Bourvil. 1966 standen die beiden Komiker mit Terry-Thomas für Ourys aufwendig produzierte Farce Drei Bruchpiloten in Paris (Die große Sause) vor der Kamera: Als Orchesterdirigent hilft de Funès hier der Besatzung eines Flugzeugs, das im Zweiten Weltkrieg über Paris abgeschossen wird. Mit siebzehn Millionen Zuschauern war die Komödie lange Zeit der erfolgreichste französische Film. In den frühen 1970er Jahren folgten mit Die dummen Streiche der Reichen und Die Abenteuer des Rabbi Jacob weitere kassenträchtige Arbeiten mit Oury.
Von 1966 bis 1971 drehte de Funès zwei bis drei Filme pro Jahr, darunter Oscar (1967), die Adaption seines erfolgreichen Bühnenstücks. Später kehrte er ans Theater zurück, um dort die Rolle mit großem Erfolg erneut zu spielen. Auch Camouflage – Hasch mich, ich bin der Mörder (1971), ein Remake des Films The Gazebo, ging auf ein Bühnenstück zurück.

### Der populärste Filmkomiker Europas
Ab Mitte der 1960er Jahre war de Funès der populärste Filmkomiker Frankreichs und hatte damit Stars wie Fernandel oder Bourvil abgelöst. Er spielte in über 160 Kino- und Fernsehfilmen. Der Typus des cholerischen Kleinbürgers, der gegenüber den Autoritäten kuscht, doch Untergebene traktiert, wirkte auf groteske Weise realistisch und kam beim Publikum gut an. Da de Funès immer wieder als konservativer, staatstragender Untertan auftrat, gab er gerade diese Werte in einem Jahrzehnt des gesellschaftlichen Umbruchs (siehe Mai 1968 in Frankreich) der Lächerlichkeit preis. Der Privatmann de Funès war gleichwohl eher konservativ.
Die meisten De-Funès-Komödien wurden von Routiniers wie Jean Girault und Édouard Molinaro inszeniert. Unabhängig von der jeweiligen Handlung waren sie stets auf de Funès in der Hauptrolle zugeschnitten. Andere Darsteller dienten oft als Stichwortgeber oder schmückendes Beiwerk. Der Schauspieler selbst, der Jahrzehnte auf seinen Durchbruch gewartet hatte, sah sich als populären Volksschauspieler und sagte: „Mich interessieren nur Filme mit mehr als 500.000 Zuschauern.“ Ein Projekt mit Claude Chabrol, einem der Begründer der Nouvelle Vague, kam nicht zustande.
Claude Gensac war de Funès’ bekannteste Filmpartnerin. Sie spielte meist seine Ehefrau, in vier der sechs Gendarmen-Filme sowie in Oscar, Balduin, der Ferienschreck, Onkel Paul, die große Pflaume und Camouflage – Hasch mich, ich bin der Mörder. In Brust oder Keule spielte sie die Rolle der älteren Sekretärin, in Louis, der Geizkragen eine Heiratsvermittlerin und in Louis und seine außerirdischen Kohlköpfe seine verwirrte Nachbarin.
In der zweiten Hälfte der 1960er Jahre wurde de Funès auch im Ausland populär, besonders in Deutschland. Dies ist auch ein Verdienst seines langjährigen Synchronsprechers, Gerd Martienzen, der de Funès’ Verbalhysterie kongenial ins Deutsche übertrug. Viele der Komödien wurden in Deutschland mehrfach vermarktet, mit eigens erdachten Titeln und Rollennamen. Typisch für diese Zeit waren die kreativen, manchmal stark vom Original abweichenden Dialoge der Synchronfassungen.

### Die letzten Jahre

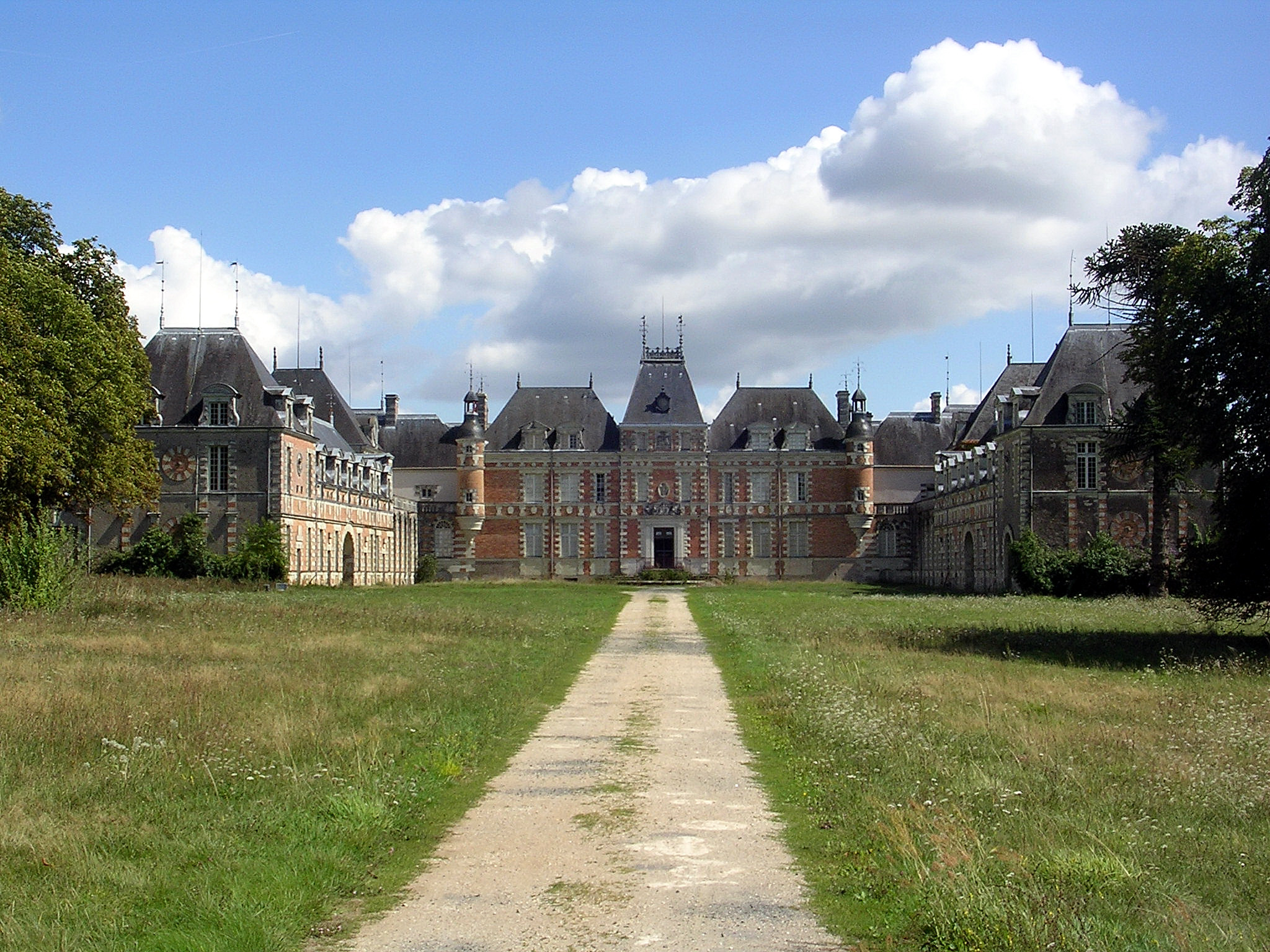
De Funès kaufte das Schloss Clermont 1967

Von 1971 an reduzierte de Funès seine Filmarbeit aus gesundheitlichen Gründen. 1973 drehte er sein wohl anspruchsvollstes Werk, Die Abenteuer des Rabbi Jacob, das mit 7,3 Millionen Zuschauern allein in Frankreich sein dritterfolgreichster Film war: Als rassistischer Fabrikant wird er in Geheimdienstintrigen verstrickt und muss, um sein Leben zu retten, die Identität eines Rabbiners annehmen, was einen überraschenden Charakterwandel hin zum Guten nach sich zieht. Der Film zeigt den fast 60-jährigen de Funès in einer körperlich besonders fordernden Rolle (er stürzt zum Beispiel in einen riesigen Bottich mit Kaugummimasse).
Am 20. März 1974 erlitt de Funès nach 198 Aufführungen von Valse des toréadors des Dramatikers Jean Anouilh einen Herzinfarkt. Es war das letzte Stück, das er am Theater spielte. Scheinbar erholte er sich, doch erlitt er acht Tage später einen zweiten Infarkt. Die Dreharbeiten zu dem Film Le Crocodile, in dem er einen Diktator spielen sollte, dem seine Familie auf der Nase herumtanzt, wurden abgesagt, unter anderem weil kein Versicherungsunternehmen für ihn das Risiko während der Dreharbeiten übernehmen wollte.
Christian Fechner, der unbedingt noch einen Film mit de Funès produzieren wollte, ging dennoch das Risiko ein und drehte mit nur zwei Wochen Versicherungszusage die Komödie Brust oder Keule. In der Rolle des gefürchteten Restaurantkritikers Duchemin kehrte de Funès, der nach seiner Erkrankung deutlich an Gewicht verloren hatte, damit 1976 auf die Leinwand zurück. Bei den Dreharbeiten war ein Kardiologe anwesend, und de Funès’ Rolle war etwas ruhiger als frühere angelegt – ohne die üblichen Wutanfälle, die eines seiner Markenzeichen waren, doch mit zahlreichen Gelegenheiten, seine typische Mimik und Gestik zu zeigen. Da der von de Funès geschätzte Pierre Richard für die Rolle seines Filmsohns nicht zur Verfügung stand, wurde sie von Coluche übernommen, der damals noch einige Jahre vom Durchbruch zum Komikerstar entfernt war.
Ab den späten 1970er Jahren war de Funès nicht mehr alleiniger König der französischen Filmkomödie. Die Filme mit Pierre Richard (insbesondere zusammen mit Gérard Depardieu) und Coluche (ab 1980) lockten ähnlich viele Zuschauer in die Kinos, manchmal sogar mehr. Von den fünf Komödien, die de Funès nach Brust oder Keule noch drehte, waren bezeichnenderweise jene beiden Filme am erfolgreichsten, in denen er nach fast zehn Jahren nochmals den Gendarmen Cruchot aus Saint-Tropez aufleben ließ. Seine Molière-Adaption Louis, der Geizkragen, bei der er zum einzigen Mal in seiner Laufbahn die Co-Regie übernahm, war im Vergleich dazu ein Kassenflop.

### Privates
Als Privatmann galt Louis de Funès, von Fans und Freunden „Fufu“ genannt, als still und zurückhaltend, er liebte die Natur und war leidenschaftlicher Naturschützer und Rosenzüchter.
De Funès war von 1936 bis 1942 mit Germaine Louise Élodie Carroyer (1915–2011) verheiratet, mit der er einen Sohn (Daniel, 1937–2017) hatte. Von 1943 bis zu seinem Tod war er in zweiter Ehe mit Jeanne-Augustine Barthélémy de Maupassant (1914–2015) verheiratet, die, obgleich das gelegentlich behauptet wird, nicht mit dem Schriftsteller Guy de Maupassant verwandt war; eine Verwandtschaft dieser Familie mit der des Autors lässt sich nicht nachweisen. Mit ihr hatte er zwei Kinder: Patrick (* 1944) und Olivier (* 1949); Letzterer wirkte als Schauspieler in einigen Filmen seines Vaters mit. In seinen letzten Lebensjahren war de Funès mit der Schauspielerin und Radiomoderatorin Macha Béranger (1941–2009) liiert.

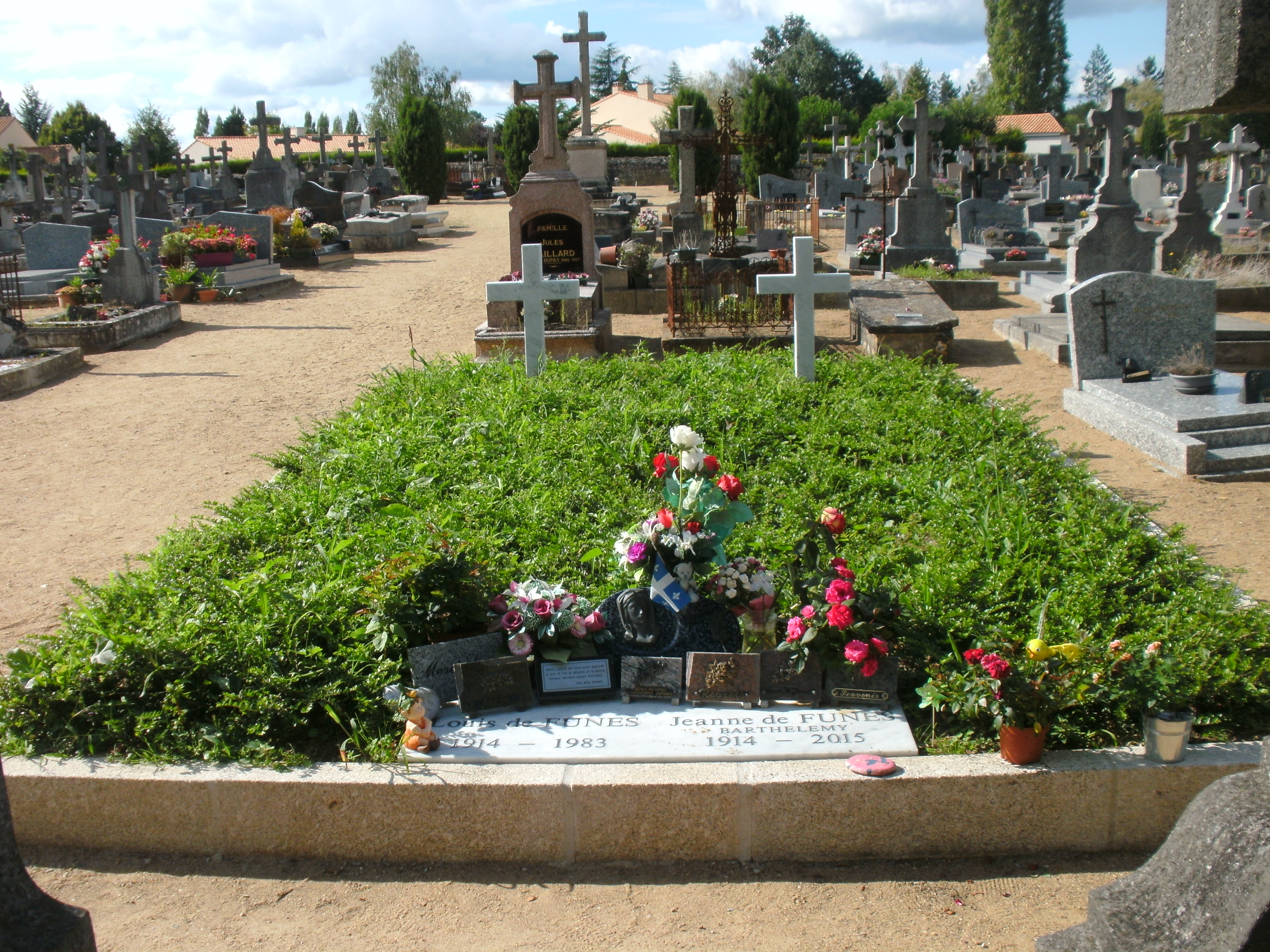
Das Grab von Louis de Funès und seiner Frau Jeanne-Augustine de Funès Barthélémy in Le Cellier unweit von Schloss Clermont

De Funès erwarb 1967 per Kerzenauktion den 30 Zimmer großen Stammsitz der de Maupassants, das Schloss Clermont bei Le Cellier im Département Loire-Atlantique, und zog mit seiner Familie dorthin.
De Funès war überzeugter Katholik und bewunderte König Ludwig XVI., er besuchte manchmal die jährliche Messe zum Gedenken an seine Hinrichtung.
1983 starb Louis de Funès mit 68 Jahren an den Folgen eines erneuten Herzinfarkts in einem Krankenhaus in Nantes. Er wurde unweit des Schlosses Clermont in Le Cellier beigesetzt. Nach de Funès’ Tod verkauften die Erben das Schloss. Zwischen April 2014 und Oktober 2016 beherbergte das Anwesen neben Luxus-Appartements ein Louis-de-Funès-Museum.

## Filmografie (Auswahl)
- 1946: Wenn der Himmel versagt (La Tentation de Barbizon)
- 1947: Zwei in Paris (Antoine et Antoinette)
- 1949: Ritter seines Königs (Du Guesclin)
- 1950: Manege frei (Au revoir, Monsieur Grock)
- 1950: Der Göttergatte (Prima comunione)
- 1951: Dr. Knock läßt bitten (Knock)
- 1951: In gewissen Nächten (Boniface Somnambule)
- 1951: Das Scheusal (La Poison)
- 1952: Die sieben Sünden (Les Sept péchés capitaux)
- 1952: Monsieur Taxi
- 1952: Die ehrbare Dirne (La P… respectueuse)
- 1953: Im Schlafsaal der großen Mädchen (Dortoir des Grandes)
- 1953: La vie d’un honnête homme
- 1953: Innocents in Paris
- 1954: Erwachende Herzen (Le blé en herbe)
- 1954: Der Hammel mit den 5 Beinen (Le mouton à cinq pattes)
- 1954: Der Sonntagsangler (Poisson d’avril)
- 1954: Die Knallschote (Ah! Les belles bacchantes)
- 1955: Frou-Frou, die Pariserin (Frou-Frou)
- 1955: Ingrid – Die Geschichte eines Fotomodells
- 1955: Mädchen ohne Grenzen
- 1955: Napoleon (Napoléon)
- 1955: Papa, Mama, meine Frau und ich (Papa, maman, ma femme et moi)
- 1956: Si Paris nous était conté
- 1956: Zwei Mann, ein Schwein und die Nacht von Paris (La traversée de Paris)
- 1957: Woll’n Sie nicht mein Mörder sein? (Comme un cheveu sur la soupe)
- 1958: Fisch oder Fleisch (Ni vu, ni connu)
- 1958: Wenn Louis eine Reise tut (Taxi, roulotte et corrida)
- 1959: Toto in Madrid (Totò, Eva e il pennello proibito)
- 1959: I tartassati
- 1960: Candide oder: der Optimismus im 20. Jahrhundert (Candide ou l’optimisme au XXème siècle)
- 1960: Der Umstandskrämer (Les tortillards)
- 1961: Fracass, der freche Kavalier (Le Capitaine Fracasse)
- 1961: Der tolle Amerikaner (La belle Américaine)
- 1961: Louis – Die Schnatterschnauze (Dans l’eau qui fait des bulles)
- 1962: Der Teufel und die Zehn Gebote (Le Diable et les Dix Commandements)
- 1962: Ein Herr aus besten Kreisen (Le gentleman d’Epsom)
- 1962: Wir fahren nach Deauville (Nous irons à Deauville)
- 1963: Fünf Glückspilze (Les Veinards)
- 1963: Karambolage (Carambolages)
- 1963: Quietsch… quietsch… wer bohrt denn da nach Öl? (Pouic-Pouic)
- 1964: Balduin, der Geldschrankknacker (Faites sauter la banque)
- 1964: Radieschen von unten (Des pissenlits par la racine)
- 1964: Bei Oscar ist ’ne Schraube locker (Un drôle de caïd)
- 1964: Der Gendarm von St. Tropez (Le gendarme de Saint-Tropez)
- 1964: Fantomas (Fantômas)
- 1965: Scharfe Sachen für Monsieur (Le corniaud)
- 1965: Die Damen lassen bitten (Les bons vivants)
- 1965: Der Gendarm vom Broadway (Le gendarme à New York)
- 1965: Fantomas gegen Interpol (Fantômas se déchaîne)
- 1966: Scharfe Kurven für Madame (Le grand restaurant)
- 1966: Drei Bruchpiloten in Paris (La grande vadrouille)
- 1967: Fantomas bedroht die Welt (Fantômas contre Scotland Yard)
- 1967: Oscar
- 1967: Balduin, der Ferienschreck (Les grandes vacances)
- 1968: Balduin, der Trockenschwimmer (Le petit baigneur)
- 1968: Balduin, das Nachtgespenst (Le tatoué)
- 1968: Balduin, der Heiratsmuffel (Le gendarme se marie)
- 1969: Onkel Paul, die große Pflaume (Hibernatus)
- 1970: Alles tanzt nach meiner Pfeife (L’homme orchestre)
- 1970: Balduin, der Schrecken von St. Tropez (Le gendarme en balade)
- 1971: Balduin, der Sonntagsfahrer (Sur un arbre perché)
- 1971: Camouflage – Hasch mich, ich bin der Mörder (Jo)
- 1971: Die dummen Streiche der Reichen (La folie des grandeurs)
- 1973: Die Abenteuer des Rabbi Jacob (Les aventures de Rabbi Jacob)
- 1976: Brust oder Keule (L’aile ou la cuisse)
- 1978: Der Querkopf (La zizanie)
- 1979: Louis’ unheimliche Begegnung mit den Außerirdischen (Le gendarme et les extra-terrestres)
- 1980: Louis, der Geizkragen (L’avare)
- 1981: Louis und seine außerirdischen Kohlköpfe (La soupe aux choux)
- 1982: Louis und seine verrückten Politessen (Le gendarme et les gendarmettes)

### Deutsche Synchronsprecher
Louis de Funès wurde vor allem von Gerd Martienzen, Peter Schiff und Klaus Miedel für das deutsche Publikum synchronisiert. Weitere Synchronsprecher waren Anton Reimer, Willi Narloch, Fred Mahr, Werner Stock, Hugo Schrader, Werner Lieven, Alfred Balthoff, Alfred Bohl, Klaus Glowalla, Horst Kempe, Manfred Lichtenfeld, Kurt Schmidtchen, Bert Brunn und Fred Maire. In Neusynchronisationen (Synchronisierung ungekürzter Filmfassungen und Erstsynchronisation allgemein unbekannter Filme) ist Michael Pan zu hören.
Eine Übersicht aller deutschen Louis-de-Funès-Synchronsprecher und -Filme enthält die Deutsche Synchronkartei.

## Theater
- 1944: L’amant de Paille von Marc-Gilbert Sauvajon
- 1945: La Maison de Bernada von Maurice Jacquemont (Théâtre des Champs-Élysées)
- 1946: Winterset von Maxwell Anderson (Théâtre Du Carrefour)
- 1946: L’île Grande von Henriette Valet (Théâtre de L’oeuvre)
- 1948: Thermidor von Claude Vermorel (Théâtre Pigalle)
- 1949: Un Tramway nomme desir von Tennessee Williams (Théâtre Edouard VII.)
- 1949: Le Journal de Jules Renard von Jules Renard Inspiriert (Cabaret la Tomate)
- 1950: Le Fils Du Remouleur von Max Revol (Théâtre Du Chapiteau)
- 1951: Vache Mouche von Michel Emer (Théâtre Potofou)
- 1952: Dominique et Dominique von Jean Davray (Théâtre Michel)
- 1952: Sans Ceremonie von Jean Girault et Jacques Vilfrid (Théâtre Royal du Parc de Bruxelles)
- 1952: La Puce a L’oreille von Georges Faydeau (Théâtre Montparnasse)
- 1953: La Peur des Coups von Georges Courteline
- 1953: Bouboute et Selection von Oder Cafe Liegeois von Robert Dhér (Théâtre Vernet)
- 1953: Ah! Les Belles Bacchantes von Robert Dhéry (Théâtre Daunou)
- 1954: La Belle Au Bois Dormant von Claude Barma
- 1955: Ornifle von Jean Anouilh (Théâtre de la Renaissance)
- 1955: Poppi von Georges Sonnier (Théâtre des Arts)
- 1955: Nekrassov von Jean-Paul Sartre (Théâtre Antoine)
- 1957: Faisons un Rêve von Sacha Guitry (Théâtre Pigalle)
- 1959: Oscar von Claude Magnier (Théâtre de la Porte de Saint-Martin)
- 1962: La Grosse Valse von Robert Dhéry (Théâtre des Variétés)
- 1973: La Valse des Toreadors von Jean Anouilh (Théâtre des Champs-Élysées)[12]

## Funès als Erzähler und Musiker
In Deutschland sind de Funès’ Vertonungen und Hörspiele auf Vinylschallplatte wenig bekannt. Ab den 1960er Jahren las er regelmäßig klassische Werke zur Veröffentlichung auf Schallplatte vor. Zum Teil wurden diese Aufnahmen als 7″-Single und als LP unter dem Titel Louis de Funès joue avec les classiques veröffentlicht. Die Mehrheit der Veröffentlichungen unter seinem Namen sind jedoch Filmmusiken zu seinen Filmen, die oft von Raymond Lefèvre und mitunter von Vladimir Cosma oder Georges Delerue stammten.
Lediglich viermal hat de Funès selbst gesungen; diese Aufnahmen sind in den Filmen Balduin, der Trockenschwimmer und Alles tanzt nach meiner Pfeife sowie im Theaterstück La grosse valse zu hören. Seine Klavierkünste kommen in Woll’n Sie nicht mein Mörder sein? zur Geltung, in dem er einen lebensmüden Musiker spielte.

### Diskographie (Auswahl)
- 7″ Louis de Funès joue avec les classiques 1 La Fontaine, La Bruyere (1964 Disques Vogue EPL 8259)
- 7″ Louis de Funès joue avec les classiques 2 La Fontaine, Racine (1964 Disques Vogue EPL 8260)
- 7″ Louis de Funès joue avec les classiques 3 La Fontaine, Boileau (1964 Disques Vogue EPL 8261)
- 7″ Louis de Funès joue avec les classiques 4 La Fontaine, Moliere, Voltaire (1964 Disques Vogue EPL 8262)
- 7″ Les fourberies de Scapin (Molière) (Disques Vogue EPL 8641)
- 12″ Louis de Funès joue avec les classiques (Disques Vogue LD 65430)
- 12″ Le boeuf et l’ane de la crèche: De Funès liest die Rolle des Esels in der Weihnachtsgeschichte von Jules Supervielle.
- 12″ Pour le mercredi de vos enfants: Doppel-LP von 1974 mit Märchen der Brüder Grimm und Fabeln von La Fontaine.
- 12″ L’Avare: Molieres Der Geizige wurde als Hörspiel in einer 3-LP-Box veröffentlicht.
- 12″ Louis de Funès raconte Les Aristochats: 1982 veröffentlichtes Hörbuch mit 16 Seiten.

## Trivia
- Der cholerische Küchenchef „Skinner“ im Disney-Film Ratatouille basiert in Grundzügen auf Louis de Funès.
- Im Band Der einarmige Bandit der Comicreihe Lucky Luke hat der Schurke Aussehen, Mimik und Gestik von de Funès.
- In Folge 23 („Die Hormone“) der Zeichentrickserie Es war einmal … das Leben aus dem Jahr 1986 wurden für die Figur des „Jodbewachers“ der Schilddrüse Aussehen und Verhaltensweisen von de Funès aus Louis, der Geizkragen übernommen.
- Von 2007 bis 2012 lief beim Radiosender WDR 2 jeden Samstag die Comedy-Serie Sarko de Funès, in der der damalige französische Präsident Nicolas Sarkozy parodiert wurde, allerdings mit der typisch aufgeregten Sprechweise von Louis de Funès, gesprochen von René Steinberg.
- 2008 wurde für einen Radio-Werbespot von Toyota der berühmte Dialogwechsel „Nein!“ – „Doch!“ – „Oooh!“ zwischen de Funès und Bernard Blier aus Hasch mich, ich bin der Mörder imitiert.
- Im Animationsfilm Pourquoi j’ai pas mangé mon père von Jamel Debbouze aus dem Jahr 2015 ist die Figur des „Vladimir“ äußerlich und stimmlich Louis de Funès nachempfunden.

## Museum
Am 20. April 2014 wurde in der Orangerie von Schloss Clermont ihm zu Ehren ein neues Museum (Musée de Louis) eröffnet. Bereits im Sommer 2013 hatten Charles Duringer und seine Ehefrau Roselyne ein Museum direkt in Le Cellier eröffnet, weil das alte wegen steigender Besucherzahlen zu klein geworden war. Das bisherige Museum ist 2016 geschlossen worden.
Am 31. Juli 2019 wurde das Museum in der französischen Hafenstadt St. Raphaël an der Côte d’Azur als Musée Louis de Funès wieder eröffnet.

## Auszeichnungen

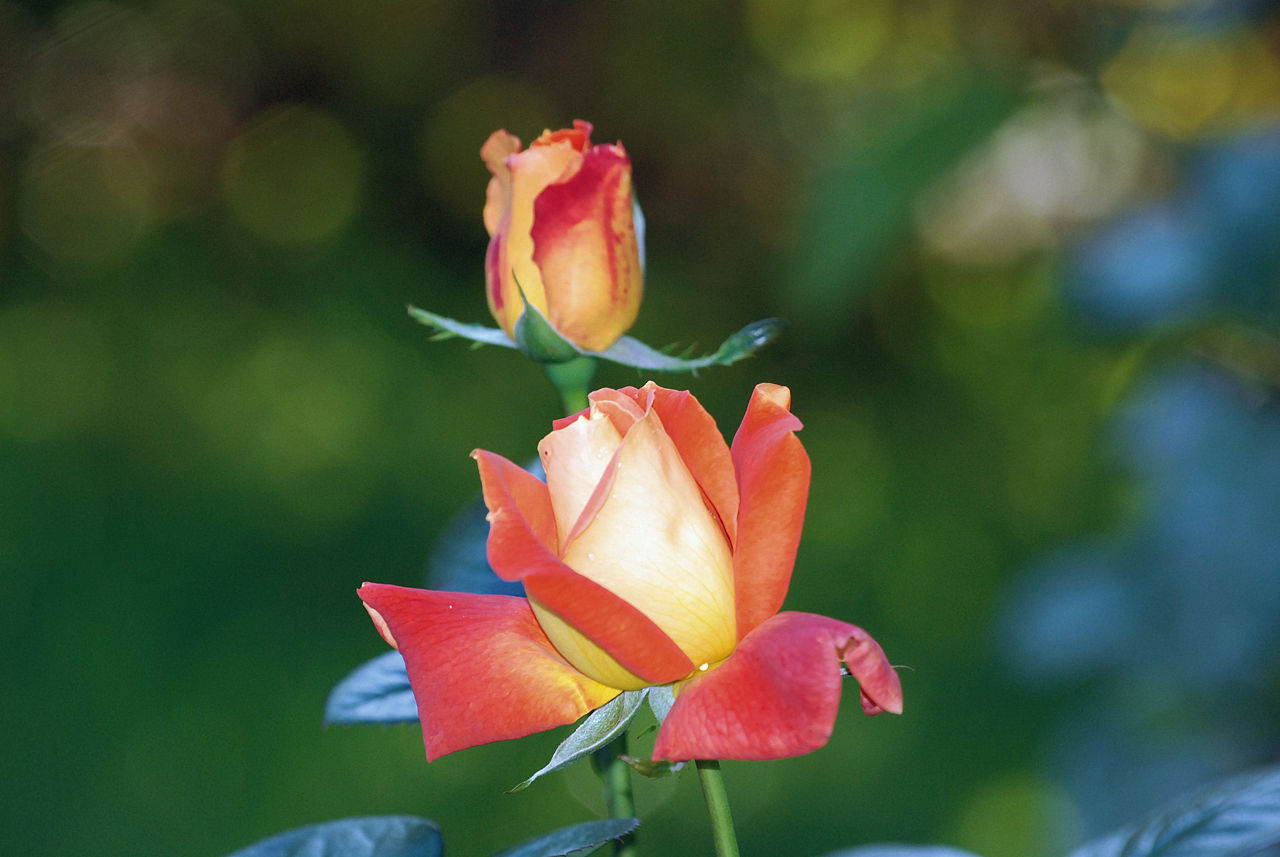
Die Rosenzüchter-Dynastie Meilland ehrte den Schauspieler mit der ockerorangen, stark duftenden Teehybride Louis de Funès

- 1973: Ritter der französischen Ehrenlegion
- 1980: Ehren-César (der „französische Oscar“) für sein Lebenswerk
- 1984: wurde die von Marie-Louise Meilland entwickelte Teehybride „Rose de Louis de Funès“ nach ihm benannt
- 1998: gab die französische Post ihm zu Ehren die Briefmarke „Louis de Funès“ heraus[16]

## Film
- 2020: Nein! Doch! Oh! – Die Louis-de-Funès-Story (La folle aventure de Louis de Funès), Regie Lucie Cariè, Frankreich 2020[17]